# شعنزي (مصيرة)
شعنزي منطقة سكنية تقع في ولاية مصيرة، التابعة لمحافظة جنوب الشرقية في سلطنة عمان. يقدر عدد سكانها بـ 5 نسمة حسب إحصاء عام 2010 التابع للمركز الوطني للإحصاء والمعلومات الحكومي. رمز المنطقة هو 80520130.

## الوصلات الخارجية
- المركز الوطني للإحصاء والمعلومات، سلطنة عمان